# José Carvalho de Lima

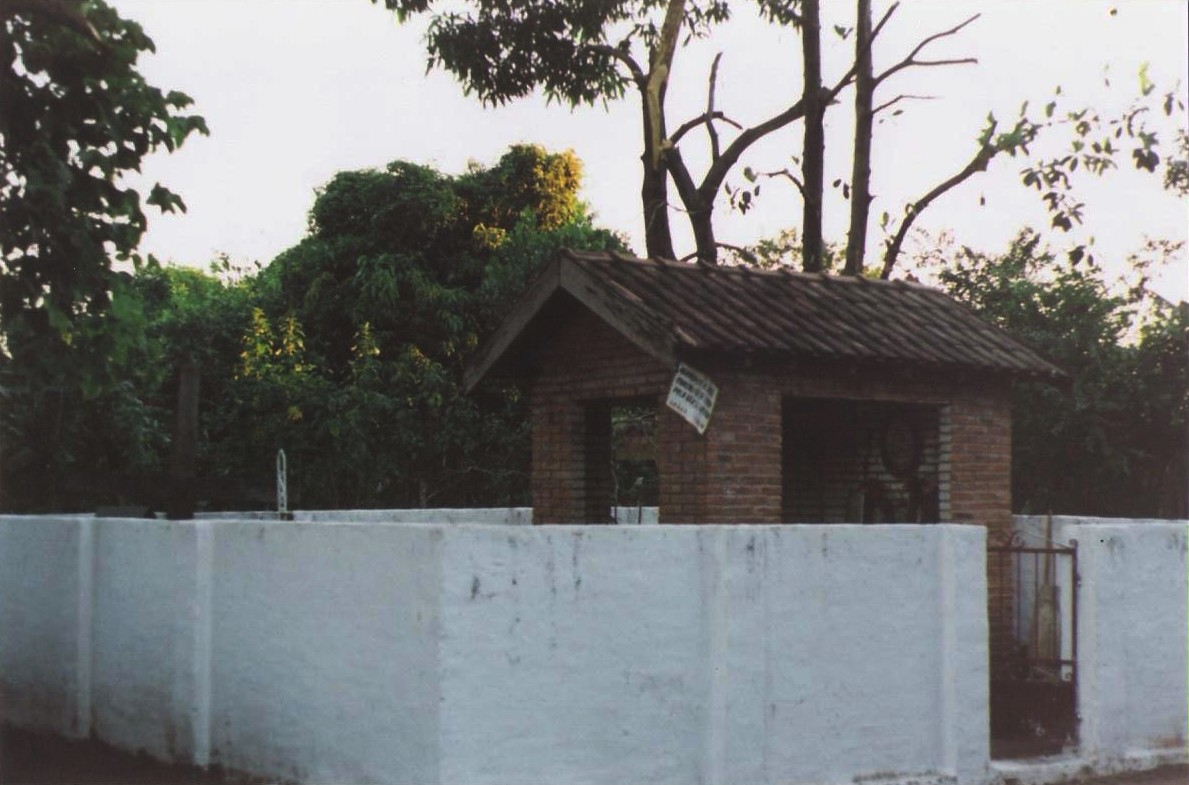
O local onde está enterrado José Carvalho de Lima.

José Carvalho de Lima (? – Três Lagoas, 1924) foi um soldado brasileiro que hoje é objeto de devoção religiosa na cidade de Três Lagoas.
Muito embora haja poucas informações sobre a biografia de José Carvalho de Lima, sabe-se que sucumbiu durante as lutas da Revolta Paulista na cidade de Três Lagoas. Nesse confronto, as tropas federais legalistas estacionadas na cidade foram atacadas pelas forças revoltosas lideradas por Juarez Távora e Isidoro Dias Lopes, vindas do estado de São Paulo. O local onde encontra-se enterrado José Carvalho de Lima seria o mesmo onde ele faleceu devido a seus ferimentos e a falta de cuidados.
Ao redor de seu túmulo no bairro treslagoense de Parque São Carlos, criou-se um pequeno cemitério, onde há uma grande concentração de outras covas, principalmente de crianças. O local, chamado Cemiterinho, é venerado e recebe muitas visitas. Sobre o túmulo do soldado encontram-se vários objetos ali depositados em agradecimento ou em pagamento a promessas. A José Carvalho de Lima são atribuídos muitos milagres.